# Riz Levente Sport- és Rendezvényközpont
A Riz Levente Sport- és Rendezvényközpont  (rövidítve:RSR) egy multifunkcionális létesítmény Budapest XVII. kerületében. Névadója a kerület 2019-ben elhunyt polgármestere, Riz Levente. A létesítményt 2022-ben adták át. 

## Fekvése
Rákoskeresztúr városrészben a Pesti út 86-88. alatt található, a Népkert szomszédságában. A megújuló energiával működő két szintes központ szerves részét képezi a körülötte lévő pihenő- és zöldövezetnek.

## Jellemzői
2020. szeptember 15-én szerveztek bokrétaavató ünnepséget rendezett abból az alkalomból, hogy az - az eredeti nevén - Rákosmenti Sport- és Rendezvénycsarnok szerkezetkész épülete elérte legmagasabb pontját.
Az új multifunkciós létesítménynek, immár Riz Levente Sport- és Rendezvényközpontnak a  tervek szerint 2021-ben kellett volna elkészülnie. A nvévváltoztatás oka, hogy a létesítmény immár nem csupán sportcsarnokként, hanem multifunkcionális közösségi térként épült. A részben fix, részben mobil lelátón 1500 néző foglalhat ülőhelyet; a küzdőtér 2000 m2 alapterületű; a létesítményben helyet kapott egy földszinti mászóterem, ahol boulder és alpin falak vannak.
Az állami finanszírozásban épült rendezvényközpontot 2022. szeptember 24-én adták át rendeltetésének.